# Sun-3
Sun-3 is een serie Unix-werkstations en -servers die door Sun Microsystems gelanceerd werd in 1985. De modellen uit de Sun-3-serie waren systemen gebaseerd op de VMEbus, vergelijkbaar met de eerdere Sun-2-serie, maar ze maakten gebruik van de Motorola 68020-processor in combinatie met een Motorola 68881 FPU en een eigen Sun MMU. De Sun-3-architectuur werd ondersteund in SunOS 3.0 tot 4.1.1_U1.

## Modellen
Dit is een chronologisch overzicht van modellen op basis van de Sun-3-architectuur:
| Model | Codenaam | CPU-kaart | CPU MHz                    | Maximum RAM | Chassis                          |
| ----- | -------- | --------- | -------------------------- | ----------- | -------------------------------- |
| 3/75  | Carrera  | Sun 3004  | 16,67 MHz                  | 6 MB        | 2-slot VME (desktop)             |
| 3/140 | Carrera  | Sun 3004  | 16,67 MHz                  | 16 MB       | 3-slot VME (desktop of deskside) |
| 3/160 | Carrera  | Sun 3004  | 16,67 MHz                  | 16 MB       | 12-slot VME (deskside)           |
| 3/180 | Carrera  | Sun 3004  | 16,67 MHz                  | 16 MB       | 12-slot VME (rackmount)          |
| 3/150 | Carrera  | Sun 3004  | 16,67 MHz                  | 16 MB       | 6-slot VME (deskside)            |
| 3/50  | Model 25 | —         | 15,7 MHz                   | 4 MB        | "brede pizzabox" (desktop)       |
| 3/110 | Prism    | —         | 16,67 MHz                  | 12 MB       | 3-slot VME (desktop of deskside) |
| 3/260 | Sirius   | Sun 3200  | 25 MHz (CPU), 20 MHz (FPU) | 32 MB       | 12-slot VME (deskside)           |
| 3/280 | Sirius   | Sun 3200  | 25 MHz (CPU), 20 MHz (FPU) | 32 MB       | 12-slot VME (rackmount)          |
| 3/60  | Ferrari  | —         | 20 MHz                     | 24 MB       | "brede pizzabox" (desktop)       |
| 3/E   | Polaris  | Sun 3/E   | 20 MHz                     | 16 MB       | geen (6U VME-bord)               |

De desktop en deskside werkstations waren schijfloze computers die het besturingssysteem via de LAN van een server moesten ophalen. Ze konden wel met een optionele externe lokale winchesterschijf uitgerust worden. De werkstations werden standaard geleverd met een monochroom CRT-beeldscherm, sommige modellen konden optioneel ook met een kleurenscherm geleverd worden.

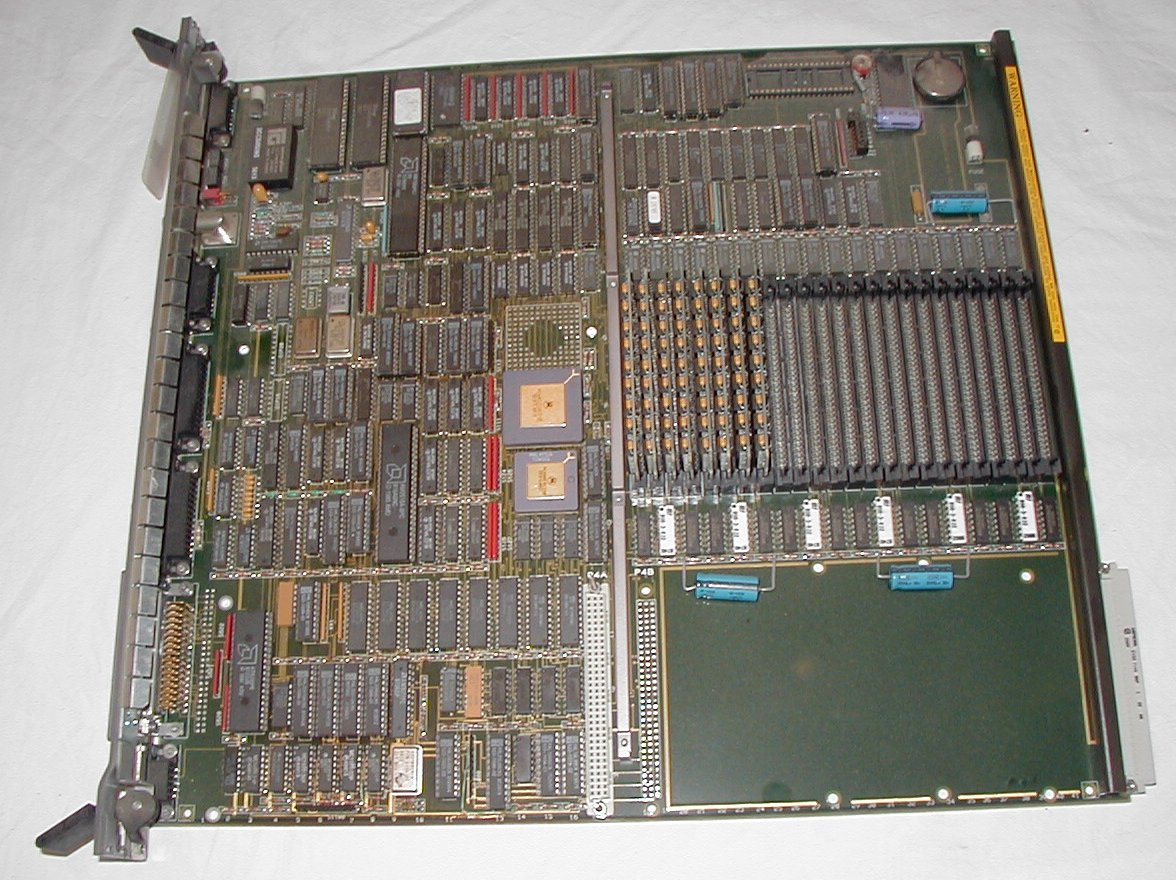
Sun-3 CPU-kaart
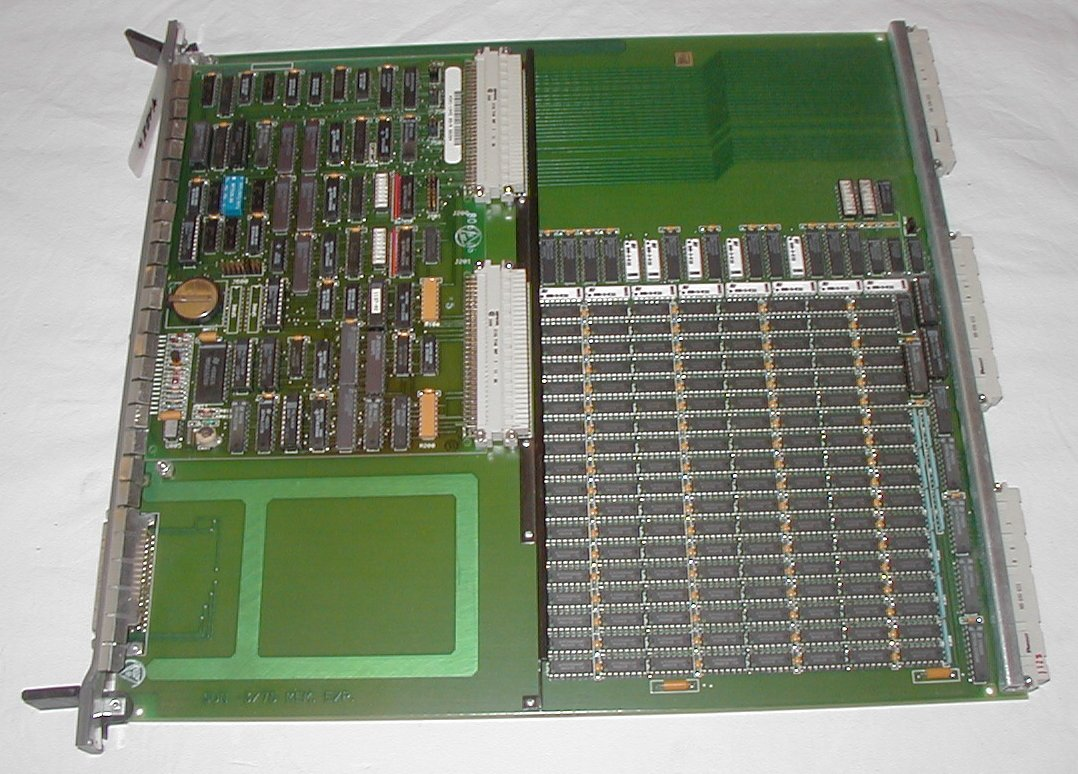
Sun-3 4 MB geheugenkaart met een Sun-3 SCSI uitbreidingskaart
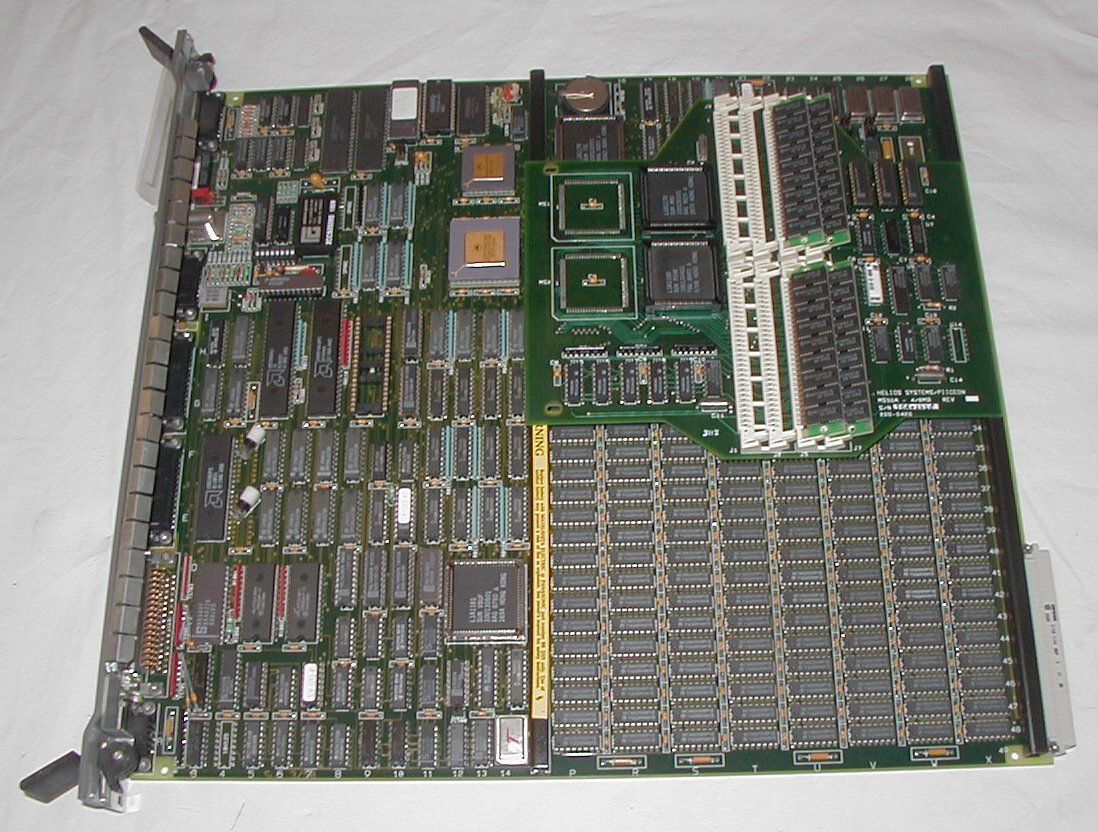
Sun-3 CPU-kaart met een Helios 4 MB geheugenuitbreiding

## Sun-3x

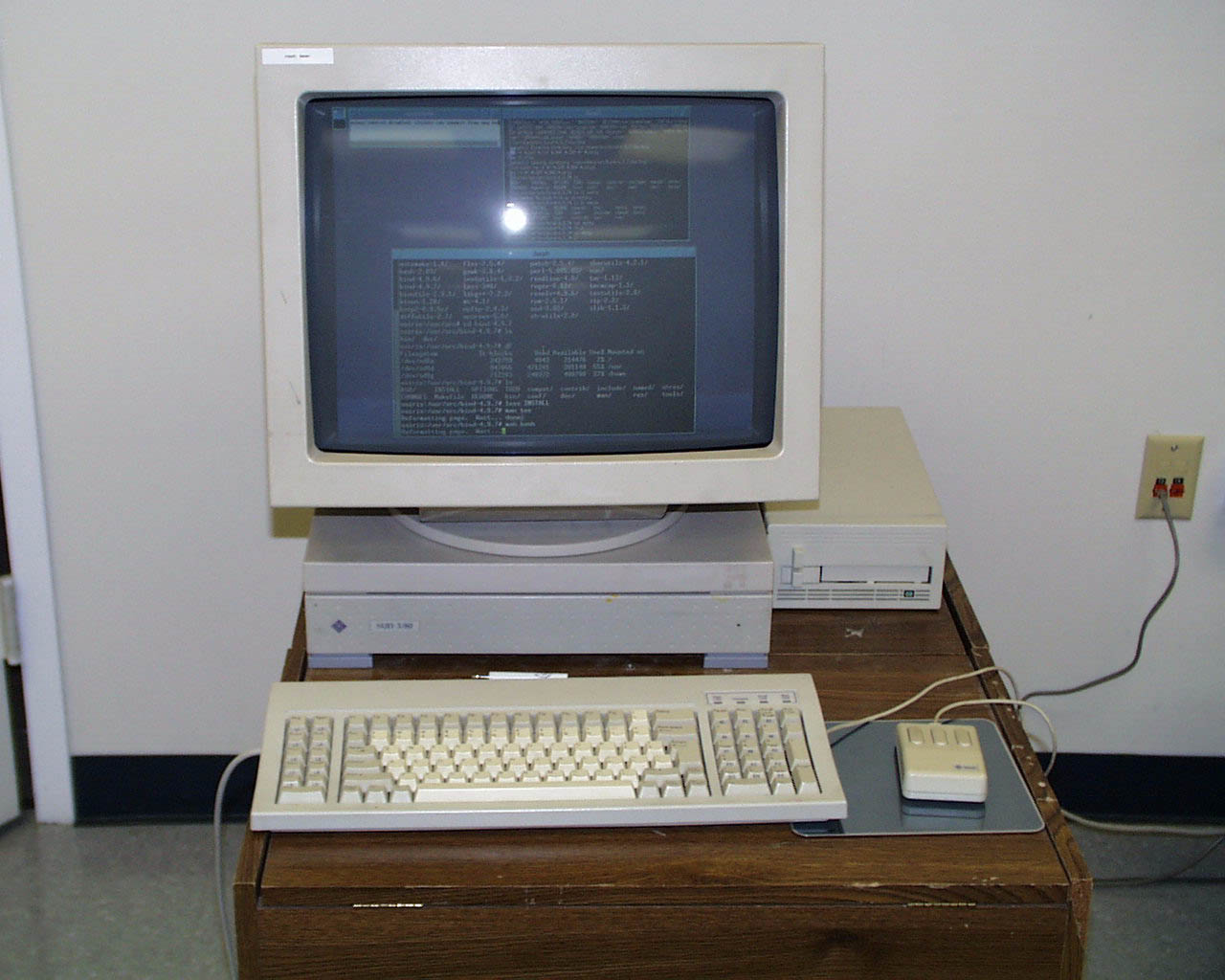
Sun 3/80 werkstation

In 1989 bracht Sun samen met de lancering van het SPARCstation 1 drie nieuwe Sun-3-modellen op de markt: de Sun 3/80, 3/470 en 3/480. In tegenstelling tot eerdere Sun-3's gebruiken deze een Motorola 68030-processor met ingebouwde MMU in combinatie met een Motorola 68882 FPU. Deze op 68030 gebaseerde architectuur heet Sun-3x.
| Model | Codenaam | CPU-kaart | CPU MHz | Maximum RAM     | Chassis                 |
| ----- | -------- | --------- | ------- | --------------- | ----------------------- |
| 3/80  | Hydra    | -         | 20 MHz  | 16, 40 of 64 MB | "pizzabox" (desktop)    |
| 3/460 | Pegasus  | Sun 3400  | 33 MHz  | 128 MB          | 12-slot VME (deskside)  |
| 3/470 | Pegasus  | Sun 3400  | 33 MHz  | 128 MB          | 12-slot VME (deskside)  |
| 3/480 | Pegasus  | Sun 3400  | 33 MHz  | 128 MB          | 12-slot VME (rackmount) |

1. ↑  Sun 3/260 geüpgraded met de Sun 3400 CPU-kaart